# Neodihammus pici
Neodihammus pici är en skalbaggsart som beskrevs av Stefan von Breuning 1935. Neodihammus pici ingår i släktet Neodihammus och familjen långhorningar. Inga underarter finns listade i Catalogue of Life.